# 白根専一
白根 専一（しらね せんいち） は日本の明治時代の内務官僚、政治家。長門国出身。愛媛・愛知県知事、内務次官、逓信大臣、第3代内蔵頭、宮中顧問官、貴族院議員などを歴任。位階は従二位。勲等は勲二等。爵位は男爵。

## 略歴
1850年2月3日（嘉永2年12月22日）、長州藩士・白根多助（のちの埼玉県令）の次男に生まれる。長州藩校・明倫館に学び、次いで上京し、明治1年（1868年）慶應義塾に入学。1872年（明治5年）司法省に出仕、以後内務省及び大蔵省に勤務。1888年2月から愛媛県知事。1888年12月から愛知県知事。1890年5月、第1次山縣内閣の内閣改造時に西郷従道内務大臣のもとで内務次官となった。同年11月29日の帝国議会開設に当たっては、政府委員12名の一人となった。1892年の中央交渉会、国民協会の成立にも関与。
1891年 - 1892年の第1次松方内閣では、内務大臣品川弥二郎の下で、引き続き内務次官を務めた。1892年の第2回衆議院議員総選挙において、品川と白根は、つながりの深い「古参地方官」（地方の有力知事）や警察を動かして大規模な選挙干渉を行い、民党側を圧迫。後日、品川は選挙干渉の責任を追及され、これに関する松方内閣の対応に辟易して辞任。白根は後任の内務大臣副島種臣が選挙干渉の責任者の処分を断行しようとしたことに反発して、これを辞任に追い込むが、松方は最終的に白根を罷免し、動揺した第1次松方内閣は閣内意見の対立から8月に崩壊した。
1892年10月から、宮内省内蔵頭。明治28年（1895年）10月、第2次伊藤内閣の改造時に、逓信大臣となった（1895年10月9日～1896年9月26日）。逓信大臣在任中の1896年6月15日に三陸沿岸で巨大地震が発生し、被災した三陸沿岸の有力者から「三陸鉄道株式会社創立申請書」を受けた。1897年2月7日、男爵を叙爵。同年7月10日、貴族院男爵議員に選出され、歿年まで務めた。1898年6月14日、胃癌のため死去した。

## 人物
長州藩閥の父をもち、藩閥第二世代に当たるが、彼自身は内務官僚として、長州閥よりも内務省の立場を優先する傾向があった。職務に精通し、内務次官時代には実質的には内務大臣をしのぐ影響力を省内に及ぼしていた。品川弥二郎は、陸奥宗光に対して、白根を「壮士次官」をして紹介している。
同じ長州出身の元老山縣有朋ともつながりが深く、山県系と見なされる。
民党側にあった中江兆民は「一年有半」（1901年）の中で「余近時に於いて真面目なる人物、横着ならざる人物、ヅウヅウしからざる人物、ただ両人を見たり、曰く井上毅、曰く白根専一。今や即ち亡し」と惜しんでいる。
同時代のジャーナリストである鳥谷部春汀は、白根が松方内閣のもとに行った選挙干渉は非行には違いないと評しつつ、「男子らしき男子を長州人物に求めば、余はまず彼を挙げて以て群鶏の一鶴なり」と賞賛する。

## 栄典
位階
- 1884年（明治17年）6月30日 - 従五位[12]
- 1890年（明治23年）6月11日 - 従四位[13]
- 1895年（明治28年）10月21日 - 正三位[14]
- 1897年（明治30年）2月7日 - 従二位[15]

勲章等
- 1889年（明治22年）11月29日 - 大日本帝国憲法発布記念章[16]
- 1890年（明治23年）6月30日 - 勲五等瑞宝章[17]
- 1891年（明治24年）5月11日 - 勲四等旭日小綬章[18]
- 1892年（明治25年）12月29日 - 勲三等瑞宝章[19]
- 1896年（明治29年）6月30日 - 勲二等瑞宝章[20]
- 1897年（明治30年）2月7日 - 男爵[15]

## 親族
- 次男 白根松介
- 三女 アイ子（斯波孝四郎の妻）
- 弟 河野忠三
- 甥 白根竹介